# Adio

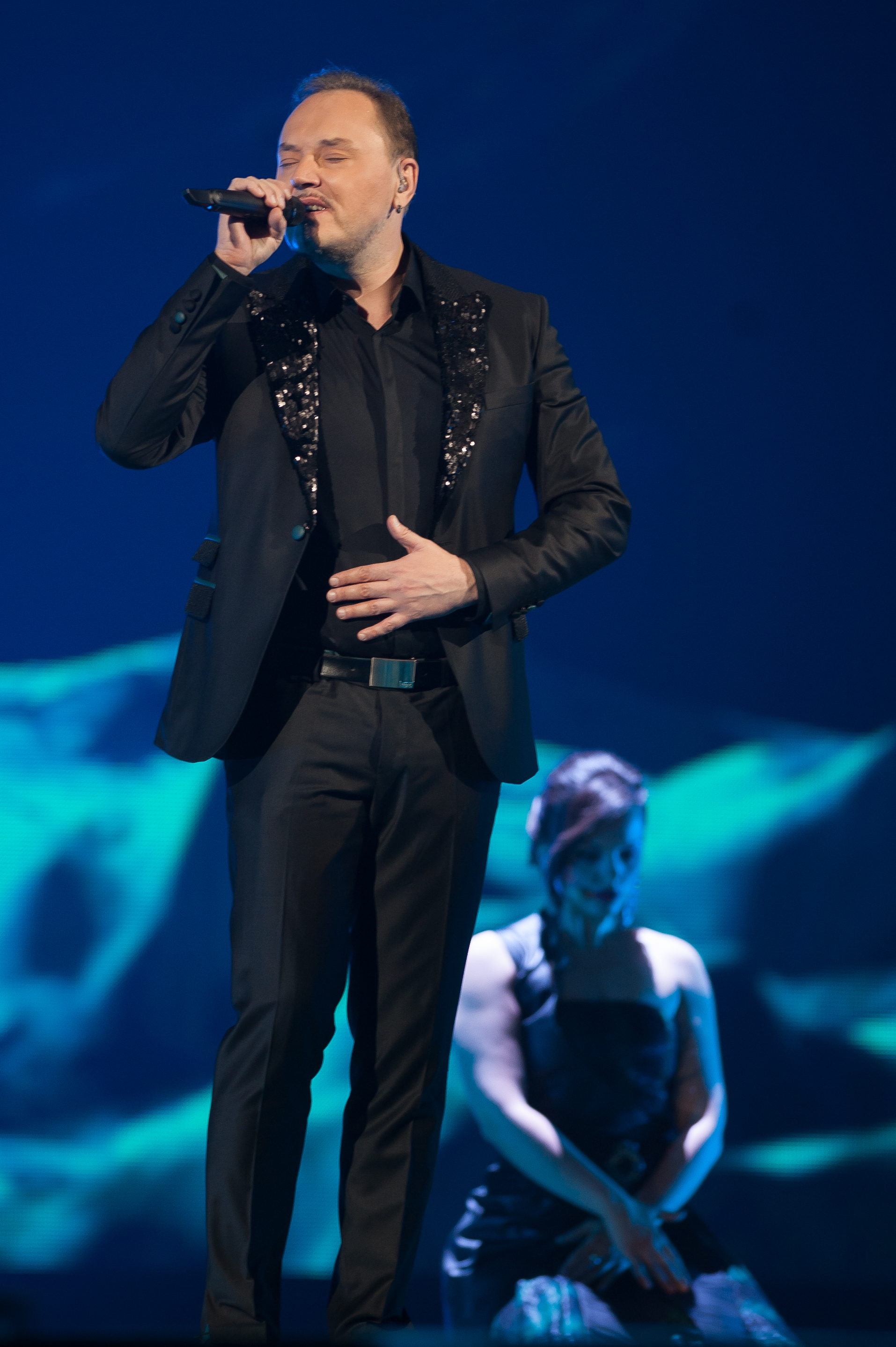
Knez op het songfestival

Adio (Servisch: адио, Nederlands: Doei) is een single van de Montenegrijnse zanger Knez. Het was de Montenegrijnse inzending voor het Eurovisiesongfestival 2015 in Wenen te Oostenrijk. Het lied behaalde in de tweede halve finale de negende plaats, wat recht gaf op de finale. Het nummer haalde in de Oostenrijkse hoofdstad de dertiende plaats, de hoogst behaalde plaats voor Montenegro ooit. Adio kreeg de volle twaalf punten van buurland Servië. Het nummer werd geschreven door onder andere Željko Joksimović, die zelf namens Servië en Montenegro in 2004 en namens Servië in 2012 meedeed. Het lied wordt volledig in het Montenegrijns gezongen.